# William Healey Dall
William Healey Dall (Boston, 21 de agosto de 1845 - 27 de marzo de 1927) fue un naturalista estadounidense, un prominente malacólogo, y uno de los primeros exploradores científicos del interior de Alaska. Describió muchas especies de moluscos oriundas del noroeste del Pacífico de Estados Unidos, y fue durante muchos años una autoridad preeminente de Estados Unidos sobre la vida y los fósiles de los moluscos.
Dall también hizo importantes contribuciones a campos como la ornitología, la zoología de vertebrados y de invertebrados, antropología, oceanografía y paleontología. Además llevó a cabo observaciones meteorológicas en Alaska para la Instituto Smithsonian.

## Biografía

### Primeros años
Dall nació en Boston, Massachusetts. Su padre Charles Henry Appleton Dall, (1816-1886), fue un ministro Unitario, se trasladó en 1855 a la India como misionero. Sin embargo, su familia se quedó en Massachusetts, donde la madre de Dall Caroline Wells Healey era profesora, trascendentalista, reformadora, y pionera feminista.
En 1862, el padre de Dall, en una de sus pocas visitas breves a casa, puso en contacto a su hijo con algunos naturalistas de la Universidad de Harvard, donde había estudiado, y en 1863, cuando Dall se graduó de la escuela secundaria, tomó un gran interés en los moluscos. En 1863 se convirtió en discípulo de Louis Agassiz del Museo de Anatomía Comparada, en la rama de ciencias naturales. Animó el interés de Dall en malacología, un campo todavía inexplorado. También estudió anatomía y medicina bajo la tutela de Jeffries Wyman y el Dr. Daniel Brainerd.

### Primeras posiciones, primeras expediciones
Dall tomó un trabajo en Chicago. Allí conoció al famoso naturalista Robert Kennicott (1835-1866) en el museo de la Academia de Ciencias de Chicago. En 1865 la Western Union Telegraph Expedición abordó el proyecto de construir una línea de telégrafo ruso-estadounidense, entre América del Norte y Rusia a través del mar de Bering. Kennicott fue seleccionado como el científico de esta expedición, y con la influencia de Spencer Fullerton Baird del Instituto Smithsonian, tomó a Dall como su asistente, por su experiencia en invertebrados y peces. A bordo del clíper Nightingale, bajo el mando del ballenero y naturalista Charles Melville Scammon (1825-1911), Dall exploró la costa de Siberia, con primeras paradas en Alaska (todavía territorio ruso en ese momento).
En 1866, Dall siguió esta expedición a Siberia. En una parada en St. Michael, Alaska, se le informó que Kennicott había muerto de un ataque al corazón el 13 de mayo de 1866, mientras descubría una posible vía telegráfica a lo largo del río Yukón. Usando los trabajos acabados del río Yukón de Kennicott, Dall se quedó en él durante el invierno. Debido a la cancelación de su propia expedición, tuvo que continuar con este trabajo por su propia cuenta hasta el otoño de 1868. Mientras tanto, en 1867, los EE. UU. habían adquirido Alaska a Rusia por 7,2 millones de dólares. Este era una tierra desconocida, con una fauna y flora en espera de ser explorada y descrita, una tarea que Dall tomó para sí mismo.
De vuelta en el Smithsonian en Washington, comenzó a catalogar los miles de ejemplares que había recogido durante esta expedición. En 1870 publicó el relato de sus viajes en Alaska, que describe el río Yukón, la geografía y los recursos de Alaska, y de sus habitantes. También en 1870, Dall fue nombrado Auxiliar Interino de la U.S. Coast Survey (más tarde llamado el Coast and Geodetic Survey en 1878).
Dall participó en más misiones de reconocimiento en Alaska entre 1871 y 1874, su misión oficial era inspeccionar la costa de Alaska, pero tuvo la oportunidad de adquirir muestras físicas, que recogió en gran número. Entre 1871-72, examinó las Islas Aleutianas. En 1874 a bordo del Coast and Geodetic Survey, ancló en la Bahía Lituya, y estuvo en el valle de Yosemite (California), retenido por sus glaciares.
Envió su colección de moluscos, equinodermos, y fósiles a Louis Agassiz en el Museo de Anatomía Comparada; las plantas fueron enviadas a Asa Gray en Harvard; varios materiales arqueológicos y etnológicos fueron al Smithsonian. Entre 1877-1878 estuvo asociado con las expediciones Blake, a lo largo de la costa este de los Estados Unidos. Las principales publicaciones sobre las Expediciones Blake fueron publicadas en el Boletín del Museo de Zoología Comparada de Harvard.

### 1880 en adelante
Dall se casó con Annette Whitney en 1880, viajaron a Alaska en su luna de miel. Después de llegar a Sitka, su esposa volvió a casa en Washington D. C. Inició su última expedición a bordo de la goleta Yukon. Estuvo acompañado, entre otros, por el ictiólogo Tarleton Hoffman Frijol (1846-1916).
En 1884, Dall dejó el US Coast and Geodetic Survey, donde ya había escrito más de 400 artículos. En 1885 se trasladó al recién creado Servicio Geológico de los Estados Unidos, obtuvo un puesto como paleontólogo. Fue asignado al Museo Nacional de los Estados Unidos como conservador honorario en la paleontología de los invertebrados, estudiando especies de moluscos actuales al igual que fósiles. Mantendría esta posición hasta su muerte.
Como parte de su trabajo para el Servicio Geológico de EE. UU., Dall hizo viajes para estudiar tanto la geología como los fósiles: en el Noroeste (1890, 1892, 1895, 1897, 1901, y 1910), en Florida (1891) y Georgia (1893).
En 1899 él y un equipo de científicos, como el experto en glaciología John Muir, eran miembros de la Expedición Harriman en Alaska, a bordo del SS Elder George W., a lo largo de los fiordos glaciales de la costa de Alaska, las Islas Aleutianas y el Estrecho de Bering. Se han descrito muchos nuevos géneros y especies. Dall era el experto indiscutible en Alaska, y los científicos a bordo fueron a menudo sorprendido por su erudición, tanto en la biología y en el respeto a las culturas de los pueblos originarios de Alaska. Sus contribuciones a los informes de la Expedición Harriman Alaska, incluyen un capítulo Descripción y exploración de Alaska, y el Volumen 13, de la tierra y moluscos de agua dulce.
Pasó dos meses en el Museo Bishop en Hawái examinar su colección de conchas.

### Sociedades y honores
Fue elegido miembro de la mayor parte de los EE. UU. sociedades científicas, vicepresidente de la Academia Americana de las Artes y las Ciencias (AAAS) (1882, 1885), uno de los fundadores de la National Geographic Society y la Sociedad Filosófica de Washington. En 1897 fue elegido miembro de la Academia Nacional de Ciencias. Su Eminencia también le ganó varios títulos honoríficos. Mount Dall, un pico de 8.399 pies (2.560 m) en la cordillera de Alaska, ahora en Parque nacional y Reserva Denali, fue nombrado después de Dall por AH Brooks del Servicio Geológico de los Estados Unidos en 1902. [ 2 ]

## Géneros y especies nombradas en su honor
- Braquiópodos:
  - Dallina Beecher, 1895
- Moluscos:
  - Conus dalli Stearns, 1873
  - Dalliella Cossman, 1895
  - Haliotis dalli Henderson, 1915
  - Rissoina dalli Bartsch, 1915
  - Ciego dalli Bartsch, 1920
  - Notoplax dalli Is. e Iw. Taki, 1929
  - Knefastia dalli Bartsch, 1944
  - Cirsotrema dalli Rehder, 1945
  - Hanleya dalli Kaas, 1957
  - Propeamussium dalli E.A. Smith, 1886
- Mamíferos:
  - Ovis dalli Nelson, 1884
  - Phocoenoides dalli F. True, 1885

## Abreviatura (zoología)
La abreviatura Dall  se emplea para indicar a William Healey Dall como autoridad en la descripción y taxonomía en zoología.